# Sędziszów Małopolski (gmina)
Sędziszów Małopolski (1934-54 i 1 I–9 XII 1973 gmina Sędziszów) – gmina miejsko-wiejska w województwie podkarpackim, w powiecie ropczycko-sędziszowskim. W latach 1975–1998 gmina położona była w województwie rzeszowskim. Siedzibą gminy jest Sędziszów Małopolski.

## Struktura powierzchni
Według danych z roku 2002 gmina Sędziszów Małopolski ma obszar 154,29 km², w tym:
- użytki rolne: 64%
- użytki leśne: 26%

Gmina stanowi 28,11% powierzchni powiatu.

## Historia
Gmina zbiorowa Sędziszów z siedzibą w mieście Sędziszowie została utworzona 1 sierpnia 1934 roku w powiecie ropczyckim w woj. krakowskim z dotychczasowych jednostkowych gmin wiejskich: Cierpisz, Czarna, Góra Ropczycka, Kawęczyn Sędziszowski, Krzywa, Przedmieście Sędziszowskie, Wolica Ługowa, Wolica Piaskowa i Zagorzyce. 1 kwietnia 1937 roku powiat ropczycki został zniesiony, a z jego terytorium utworzono powiat dębicki.
Gmina została zniesiona 29 września 1954 roku wraz z reformą wprowadzającą gromady w miejsce gmin.
Obszar zniesionej gminy Sędziszów wszedł w skład 5 gromad:
- gromada Czarna Sędziszowska (Czarna Sędziszowska, Cierpisz i Krzywa)
- gromada Gnojnica (część obszaru dotychczasowej gromady Góra Ropczycka)
- gromada Olchowa (Klęczany)
- gromada Wolica Ługowa (Wolica Ługowa, Wolica Piaskowa i Kawęczyn Sędziszowski)
- gromada Zagorzyce (Zagorzyce)

1 stycznia 1956 gromady weszły w skład nowo reaktywowanego powiatu ropczyckiego w tymże województwie.
W związku z reaktywowaniem gmin 1 stycznia 1973 roku, utworzono gminę o nazwie Sędziszów z siedzibą w mieście Sędziszowie i składającą się z 14 sołectw: Będziemyśl, Boreczek, Borek Wielki, Cierpisz, Czarna Sędziszowska, Góra Ropczycka, Kawęczyn Sędziszowski, Klęczany, Krzywa, Ruda, Szkodna, Wolica Ługowa, Wolica Piaskowa i Zagorzyce.
9 grudnia 1973 nazwę gminy Sędziszów zmieniono na Sędziszów Małopolski, równocześnie powołując wspólne rady narodowe dla gminy Sędziszów Młp. i miasta Sędziszów Młp. z siedzibą w Sędziszowie Młp. W związku z tym powstała współczesna gmina Sędziszów Małopolski.

## Demografia

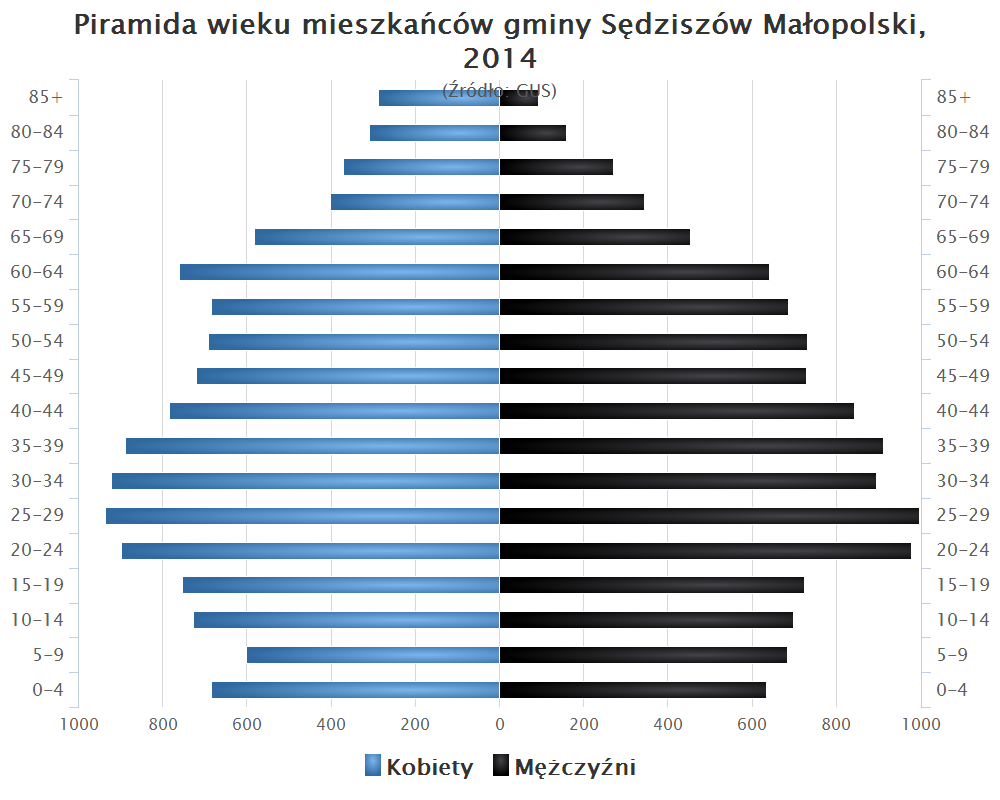
Piramida wieku mieszkańców gminy Sędziszów Małopolski w 2014 roku

Dane z 30 czerwca 2005:
| Opis                              | Ogółem | Ogółem | Kobiety | Kobiety | Mężczyźni | Mężczyźni |
| --------------------------------- | ------ | ------ | ------- | ------- | --------- | --------- |
| jednostka                         | osób   | %      | osób    | %       | osób      | %         |
| populacja                         | 22 588 | 100    | 11 520  | 51      | 11 068    | 49        |
| gęstość zaludnienia (mieszk./km²) | 146,4  | 146,4  | 74,7    | 74,7    | 71,7      | 71,7      |

Dane z 30 czerwca 2004:
| Opis                              | Ogółem | Ogółem | Kobiety | Kobiety | Mężczyźni | Mężczyźni |
| --------------------------------- | ------ | ------ | ------- | ------- | --------- | --------- |
| jednostka                         | osób   | %      | osób    | %       | osób      | %         |
| populacja                         | 22 564 | 100    | 11 507  | 51      | 11 057    | 49        |
| gęstość zaludnienia (mieszk./km²) | 146,2  | 146,2  | 74,6    | 74,6    | 71,7      | 71,7      |

## Sołectwa
Będziemyśl, Boreczek, Cierpisz, Czarna Sędziszowska, Góra Ropczycka, Klęczany, Krzywa, Ruda, Szkodna, Zagorzyce Dolne, Zagorzyce Górne
Miejscowości bez statusu sołectwa: Bukowina i Zabłocie. 

## Sąsiednie gminy
Iwierzyce, Kolbuszowa, Niwiska, Ostrów, Ropczyce, Świlcza, Wielopole Skrzyńskie